# Pimlico (London Underground)

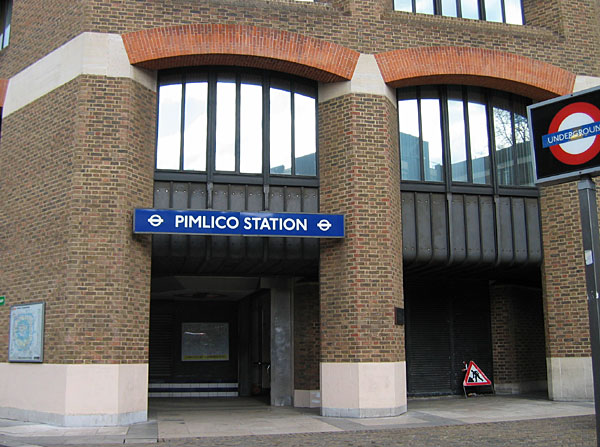
Haupteingang der Station Pimlico

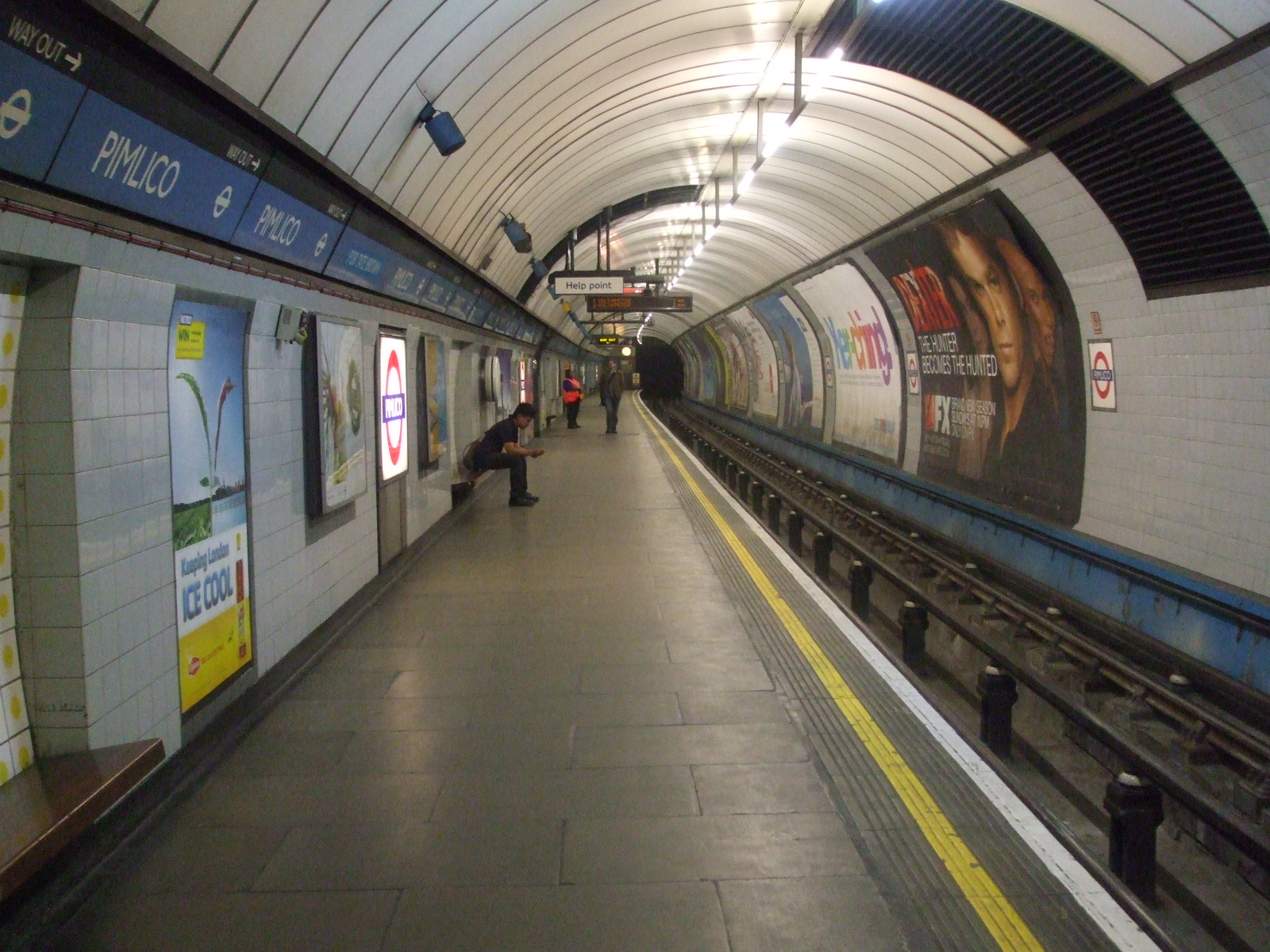
Bahnsteig in Richtung Norden

Pimlico ist eine unterirdische Station der London Underground im Stadtviertel Pimlico in der City of Westminster und in der Travelcard-Tarifzone 1. Hier verkehren Züge der Victoria Line. Im Jahr 2013 nutzten 10,21 Millionen Fahrgäste die Station.
Die Eröffnung erfolgte am 14. September 1972, die Züge fuhren hier allerdings bereits seit dem 23. Juli 1971 ohne Halt durch. Pimlico ist die einzige Station der Victoria Line ohne Übergang zu Eisenbahnlinien oder anderen Underground-Linien. Sie wurde erst nachträglich in das Projekt integriert, da die Distanz zwischen Victoria und Vauxhall sonst zu groß gewesen wäre.
Die Station ist Teil eines Bürogebäudes, das bis April 2006 vollständig vom Office for National Statistics, dem statistischen Amt Großbritanniens, belegt war (seit März 2008 befindet sich der Hauptsitz in Newport). Der Haupteingang befindet sich an der Kreuzung von Bessborough Street und Rampayne Street; von hier aus führen lediglich Treppen hinunter zu den Bahnsteigen. Die beiden anderen Eingänge am Drummond Gate und auf der anderen Seite der Bessborough Street hingegen besitzen auch rollstuhlgängige Rampen.